# Stefano Polesel
Stefano Polesel (Burano, 23 novembre 1974) è un ex calciatore e allenatore di calcio italiano, di ruolo trequartista.

## Caratteristiche tecniche
Poteva essere impiegato come trequartista o esterno.

## Carriera

### Giocatore

#### Inizi
Polesel ha iniziato la propria carriera da calciatore nelle giovanili del Calcio Venezia, società dilettantistica di Venezia. Ha militato nel club lagunare dal 1989 al 1993, salvo una breve parentesi al Verona nel 1992 e un mancato trasferimento al Parma. Tornato al Calcio Venezia alla fine del 1992, nell'estate successiva è stato ceduto alla Miranese, club militante nel Campionato Nazionale Dilettanti. Con il club bianconero ha ottenuto il dodicesimo posto in campionato ed ha totalizzato 29 presenze e una rete. Nella stagione successiva è passato al Sandonà, squadra neopromossa in Serie C2. Con i biancocelesti, sotto la guida del tecnico Ezio Glerean, ha vissuto una stagione da protagonista, realizzando 9 gol e 7 assist in 33 presenze. Notato da Giovanni Trapattoni, tecnico del Cagliari, nell'estate 1995 ha rifiutato il trasferimento nel club sardo militante in Serie A.

#### Dal Venezia al Mestre
Rimasto nel club biancoceleste, ha totalizzato altre 9 presenze e 3 reti in campionato prima di essere ceduto, nel novembre 1995, al Venezia, club militante in Serie B. L'esordio con il club lagunare è avvenuto il 5 novembre 1995, in Venezia-Lucchese (0-0). Con gli arancioneroverdi ha disputato due stagioni e mezzo da titolare in Serie B ed ha ottenuto la promozione in massima serie al termine del campionato 1997-1998. Con il club lagunare, però, non ha disputato gare in massima serie: nel settembre 1998 ha fatto ritorno in Serie B, passando al Ravenna. Nel gennaio 1999, dopo aver collezionato solamente tre presenze con i giallorossi, è stato ceduto in prestito al Padova, in Serie C1. Con i biancoscudati ha collezionato 14 presenze e 2 reti in campionato. Al termine della stagione è tornato al Ravenna. Nel dicembre 1999 si è trasferito al Mestre, in Serie C2. Con il club arancionero ha riconquistato il posto da titolare. Nella stagione 2000-2001, in particolare, ha realizzato 12 reti in 28 presenze ed ha sfiorato la promozione in Serie C1, promozione sfumata per la sconfitta nelle due finali play-off contro la Triestina. Ha militato nel club arancionero per due stagioni e mezzo, totalizzando 54 presenze e 16 reti.

#### Ultimi anni: dal Città di Jesolo al Caltana
Nel 2002 si è trasferito al Città di Jesolo, in Serie D. Ha militato nel club neroazzurro per tre stagioni ed ha collezionato, in totale, 80 presenze e 19 reti. Nel 2005 è tornato al Sandonà, in Eccellenza Veneto, a distanza di dieci anni dall'ultima apparizione in maglia biancoceleste. Con il club biancoceleste ha giocato per due stagioni ed ha ottenuto la promozione in Serie D al termine della stagione 2006-2007. Nel luglio 2007 è passato al Cordignano, club militante in Promozione Veneto. Ha concluso la propria carriera agonistica nel 2009, dopo aver militato nel Città di Eraclea e nel Caltana.

### Allenatore
Il 30 dicembre 2018 viene nominato tecnico del Calcio Burano 2015, società dilettantistica militante in Terza Categoria veneta.

## Palmarès

### Club

#### Competizioni regionali
- Eccellenza: 1

SanDonà: 2006-2007